# Maurrin
 Maurrin  es una población y comuna francesa, situada en la región de Aquitania, departamento de Landas, en el distrito de Mont-de-Marsan y cantón de Grenade-sur-l'Adour.

## Demografía
| 293 | 285 | 325 | 339 | 384 | 385 |
| Para los censos de 1962 a 1999 la población legal corresponde a la población sin duplicidades (Fuente: INSEE [Consultar]) |     |     |     |     |     |